# دبی پراپرتیز
دبی پراپرتیز (انگلیسی: Dubai Properties) شرکت املاک و مستغلات اماراتی است، که در سال ۲۰۰۲ توسط شرکت دبی هولدینگ تأسیس شد.